# Malachite (sommergibile)
Il sottotenente Bartolini e gli altri incursori non facevano parte del Battaglione San Marco, ma appartenevano al X reggimento arditi, 1º Battaglione, 102ª compagnia nuotatori.
Il Malachite è stato un sommergibile della Regia Marina.

## Storia
Dopo il completamento entrò a far parte, quale unità sede del comandante della XVI Squadriglia e dal 1938 della XIII Squadriglia Sommergibili, con base a La Spezia.
All'inizio della seconda guerra mondiale era a Taranto, assegnato alla 47ª Squadriglia Sommergibili (IV Gruppo); suo comandante era il capitano di corvetta Renato d'Elia, mentre ufficiale in seconda era il tenente di vascello Gianfranco Gazzana-Priaroggia, che si sarebbe poi distinto in Atlantico al comando del sommergibile Da Vinci. Il sommergibile fu subito trasferito ad Augusta, inquadrato nel X Gruppo Sommergibili.
Il 20 giugno 1940 fu inviato in missione nelle acque a settentrione di Maiorca ed il 24 individuò un convoglio che non poté attaccare perché troppo lontano; fece ritorno alla base il 27.
Passò poi alcuni mesi in manutenzione; durante questo lasso di tempo il comandante D'Elia fu sostituito dal tenente di vascello Enzo Zanni.
Nella notte tra il 12 ed il 13 novembre 1940 fu in missione difensiva nel golfo di Taranto.
Dal 18 al 21 dicembre fu in missione nelle acque a nordest di Derna, dopo aver subito – il 15 dicembre, durante la navigazione di avvicinamento – l'attacco di un aereo che aveva respinto con la contraerea.
Nella notte del 27 gennaio 1941 effettuò ascolto con l'idrofono nello stretto di Messina.
Dal 9 al 15 febbraio fu in missione nelle acque prospicienti Bardia; il 14 febbraio avvistò un'unità militare e cercò di avvicinarsi, ma non ci riuscì per l'eccessiva distanza e la grande velocità della nave.
Il 15 marzo fu inviato nel canale di Cerigotto e quattro giorni dopo, all'1.19, lanciò due siluri contro un incrociatore che procedeva con la scorta di alcuni cacciatorpediniere, mancandolo; si allontanò in immersione, inseguito dalla reazione con bombe di profondità.
Il 10 aprile giunse a settentrione del golfo di Sollum e alle 23.37 del 14 cercò di attaccare un convoglio di grandi dimensioni ma fu respinto dalla scorta, non riuscendo ad avvicinarsi a sufficienza per lanciare. Rientrò alla base il 18.
Dal 20 al 28 maggio fu in missione nei pressi dell'isola di Gaidaro.
Nella notte del 19 giugno lanciò due siluri contro un incrociatore in navigazione nei pressi di Creta in compagnia di un cacciatorpediniere: seppure di pochi metri, le due armi fallirono i lanci.
Il 3 luglio si portò a nord di Ras Azzaz e alle otto di sera dello stesso giorno avvistò l'incrociatore leggero HMS Phoebe con due cacciatorpediniere di scorta e gli lanciò un siluro, allontanandosi in immersione ed avvertendo uno scoppio; non esistono conferme di danneggiamenti, anche se alcune fonti ritengono che sia stato colpito uno dei caccia.
Seguì poi una lunga serie di missioni prive di eventi di rilievo:
- dal 25 settembre al 5 ottobre 1941, nei pressi di Ras Aamer;
- dal 20 al 27 gennaio 1942, nella stessa zona della missione precedente;
- dall'11 al 23 febbraio, nel tratto di mare prospiciente la Cirenaica;
- dall'8 al 21 aprile, ancora in acque cirenaiche;
- dal 1° al 9 giugno, a nordovest di Algeri;
- dal 15 al 18 giugno, nuovamente a nordovest di Algeri;
- dal 22 al 24 giugno, a nord di Capo Blanc[1].

Il 16 luglio fu inviato al largo della Tunisia ma dovette fare ritorno il giorno dopo a causa di un guasto. Passò poi un lungo periodo inattivo, sia per le riparazioni, che per far riposare l'equipaggio.
Tornò in servizio il 20 novembre, quando, con un nuovo comandante – il tenente di vascello Alpinolo Cinti – fu inviato in missione nelle acque dell'Algeria; alle 4.11 del 24 novembre, penetrato nella rada di Philippeville, lanciò due siluri contro un gruppo di tre trasporto con relativa scorta e avvertì un'esplosione. Quattro minuti dopo lanciò altri due siluri, a breve distanza l'uno dall'altro, all'indirizzo di una nave cisterna di grandi dimensioni con scorta: furono uditi due forti scoppi (tuttavia il risultato è controverso: secondo alcune fonti vi sarebbe la conferma, da parte britannica, del danneggiamento di alcune navi, secondo altre non sussisterebbe invece alcun riscontro). Il 26 novembre il Malachite attraccò a Cagliari, che divenne la sua base.
Dal 16 al 24 dicembre fu in missione tra Cap de Fer e l'isola La Galite e dal 4 al 5 gennaio 1943 stazionò di nuovo al largo di La Galite, senza risultati.
Il 21 gennaio fu mandato tra Capo Carbon e Capo Bougaroni e alle 4.55 del 22 individuò un convoglio in navigazione alla volta di Bona: lanciò quattro siluri – alle 5.18 – e si allontanò poi in immersione sotto la caccia della scorta, avvertendo due detonazioni (non ci sono però riscontri).
Gli fu poi affidata una missione di trasporto incursori. Il Malachite salpò da Cagliari nella serata del 2 febbraio 1943, con a bordo 11 incursori del Battaglione «San Marco» (li comandava il sottotenente Bartolini), incaricati di sabotare un ponte ferroviario a El Kejur, in Algeria. Il sommergibile raggiunse la zona prevista per lo sbarco degli incursori – a 9 miglia da Capo Matifou – nella notte del 5-6 febbraio, ma furono avvistate due navi impegnate in ricerca antisommergibile e per di più il mare mosso impedì di effettuare subito l'operazione. Nella serata del 6 febbraio fu finalmente possibile portare a terra i sabotatori su alcuni canotti; il sommergibile stazionò poi in attesa del loro ritorno. Più tardi, da bordo del sommergibile fu udito un forte scoppio e poco dopo avvistato il segnale che avrebbe dovuto annunciare la riuscita della missione ed il ritorno degli incursori: tuttavia sulla spiaggia stabilita per il reimbarco scoppiò un violento scontro; nessuno dei sabotatori fece ritorno. Alle 6.30 del 7 agli uomini del sommergibile non rimase che ripartire per tornare a Cagliari.
Intorno alle undici del mattino del 9 febbraio, mentre transitava tre miglia a sud di Capo Spartivento, giunto già in vista delle coste sarde, fu avvistato dal sommergibile olandese Dolfijn: questi lanciò una salva di quattro siluri. Dopo aver eluso i primi tre con la manovra, il Malachite fu colpito a poppa, sul lato sinistro, dalla restante arma, e nel giro di un minuto s'inabissò con la prua a perpendicolo sulla superficie del mare.
Il comandante Cinti, altri tre ufficiali e 9 sottufficiali e marinai riuscirono a porsi in salvo; con il Malachite scomparvero un ufficiale (il sottotenente del Genio Navale Giovanni Rubino) e 34 fra sottufficiali e marinai.
Il sommergibile aveva svolto sino ad allora 36 missioni (22 offensivo-esplorative, 13 di trasferimento o addestrative, una di trasporto incursori) percorrendo in tutto 25.125 miglia in superficie e 3960 in immersione.
Il relitto del Malachite è stato individuato nel settembre 1999, ad una profondità compresa tra i 117 ed i 124 metri: giace coricato sul fianco di dritta, privo degli ultimi dieci metri di poppa.